# Szentmártoni Szabó Géza
Szentmártoni Szabó Géza (1990-ig: Szabó Géza) (Tiszanagyfalu, 1950. október 1. –) magyar irodalomtörténész, egyetemi oktató.

## Életpályája
Szülei: Szabó Géza református lelkész (1920-1990) és Gönczi Erzsébet (1924-2007) református orgonista-kántor. Középiskolai tanulmányait Békéscsabán végezte el, ahol 1969-ben érettségizett. 1969-1971 között a Debreceni Református Teológiai Akadémia hallgatója, 1971-1973 között a Budapesti Történeti Múzeumban kisegítő volt. 1973-1978 között az ELTE BTK történelem-latin szakos hallgatója, az Eötvös József Kollégium tagjaként, 1978-ban szerzett diplomát.
1978-1987 között az Országos Széchényi Könyvtárban dolgozott. 1984-1986 között a Magyar Tudományos Akadémia Irodalomtudományi Intézetének ösztöndíjasa. 1987-től az ELTE BTK Régi Magyar Irodalom Tanszékének adjunktusa. 1992-ben részt vett a Pázmány Péter Katolikus Egyetem, 1993-ban pedig a Károli Gáspár Református Egyetem Bölcsészettudományi Karának megalakításában, s mindkettő magyar irodalmi tanszéken néhány évig óraadóként tanított.
1996 óta a Régi Magyar Költők Tára 16. századi sorozatának szerkesztője. A Magyar Művelődéstörténeti Lexikon (2003-2014) szócikkírója. Kutatási területe: Balassi Bálint életműve és a XVI. századi magyar irodalom, Janus Pannonius és a humanista irodalom. 2009-ben felfedezte Janus Pannonius addig felerészben ismert Renatus-panegyricusának teljes szövegét.

## Magánélete
1982-ben házasságot kötött Makay Teréziával. Három gyermekük született: Emese (1984), Fruzsina (1987) és Levente (1988).

## Főbb művei
- Huszti Péter: Aeneis, azaz az trójai Aeneas herceg dolgai... (szerkesztette, utószó, dallamokat összeállította, 1979)
- Bogáti Fazakas Miklós: Magyar zsoltár. Psalterium, kit az üdőkbeli históriák értelme szerént különb-különb magyar ékes nótákra, az Isten gyülekezetinek javára fordított Bogáti Fazakas Miklós (válogatta, jegyzet, 1979)
- Balassa Bálintnak és Rimai Jánosnak istenes éneki (kísérő tanulmány, 1983)
- Gyarmati Balassi Bálint énekei (szöveg és dallam gondozása, jegyzet, Kőszeghy Péterrel, 1986)
- Gyarmati Balassi Bálint: Szép magyar komédia (szöveggondozás, jegyzet, Kőszeghy Péterrel, 1990)
- Székely István: Zsoltárkönyv, Krakkó, 1548 [hasonmás kiadás]; kísérőtanulmány Szentmártoni Szabó Géza, szerk. Kőszeghy Péter; Argumentum–MTA Irodalomtudományi Intézete, Bp., 1991 (Bibliotheca Hungarica Antiqua)
- Segédkönyvek és szövegkiadások válogatott bibliográfiája a régi magyar irodalomhoz; in: Bevezetés a régi magyar irodalom filológiájába, szerk. Hargittay Emil; Universitas, Bp., 1996, 307-347.
- „Quem tu, summe Deus, semel...” Balassi megkerült irodalmi mintája; in: „Mint sok fát gyümölcs-csel...”. Tanulmányok Kovács Sándor Iván tiszteletére, írták: barátai, kollégái és tanítványai; ELTE, Bp., 1997, 11-16.
- Régi magyar irodalmi szöveggyűjtemény, II. A 16. század magyar nyelvű világi irodalma; szerk., sajtó alá rend. Jankovics József, Kőszeghy Péter és Szentmártoni Szabó Géza; Balassi, Bp., 2000
- „Tükör által homályosan” Petőfi dagerrotip arcképe; in: Studia Caroliensia, 2000/2. sz., 69-77.
- Ámor, álom és mámor. A szerelem a régi magyar irodalomban és a szerelem ezredéves hazai kultúrtörténete. Tudományos konferencia, Sátoraljaújhely, 1999. május 26-29.; szerk. Szentmártoni Szabó Géza, névmutató Székely Júlia; Universitas, Bp., 2002
- Balassi-bibliográfia (1994. június–2004. május); in: Hungarologische Beiträge/15 (Balassi Bálint és a hatalom); szerk. Tuomo Lahdelma, Amedeo Di Francesco, Pasztercsák Ágnes; Universität, Jyväskylä, 2004, 85-116.
- Balassi Bálint poézisáról; in: Balassi Bálint élete és kora; Balassi, Bp., 2004, 43-64.
- Dobó Jakab-apokrífok Archiválva 2007. május 21-i dátummal a Wayback Machine-ben; in: Napút, 2004/6. augusztus, 60-63. [Balassi-versekre alludáló imitációk]
- A bajnokok Vég-Gyula várában; írattatott nemes Vörös Mihály által; sajtó alá rend., jegyz. bibliográfia Szentmártoni Szabó Géza; Békés Megyei Levéltár, Gyula, 2005 (Gyulai füzetek)
- Barangolások Balassi Bálint nyomában; szerk. és képvál. Kovács István, Szentmártoni Szabó Géza, Várkonyi Gábor; Balassi Bálint Intézet, Bp., 2005
- Balassi búcsúverse és a prosopopoeia a XVII–XVIII. század magyar nyelvű költészetében; in: A magyar költészet műfajai és formatípusai a 17. században. A Szegeden 2003-ban megrendezett régi magyar irodalmi konferencia előadásai; szerk. Ötvös Péter, Pap Balázs, Szilasi László, Vadai István; JATE, Szeged, 2005, 375-409.
- A szerelem költői. Konferencia Balassi Bálint születésének ötödfélszázadik, Gyöngyösi István halálának háromszázadik évfordulóján. Sárospatak, 2004. május 26-29.; szerk. Szentmártoni Szabó Géza; Universitas, Bp., 2007
- Az aquincumi víziorgona; Függelék: 1. Markovits Mihály az antik orgona magyar monográfusa; 2. Aelia Sabina III. századi, aquincumi szarkofágjának felirata (CIL III. Supplementum, 10.501); in: Tűzoltó Múzeum Évkönyve, 2008, 126–163.
- Janus Pannonius vélt ábrázolásai; in: A Janus Pannonius Múzeum Évkönyve, 2005–2007; szerk. Vándor Andrea; Janus Pannonius Múzeum, Pécs, 2008, 154-168.
- Az aquincumi víziorgona / The Aquincum water organ; Művészetek Palotája Kft., Bp., 2009
- Parthenope veszedelme. Újdonságok a Janus Pannonius-filológia köréből; Cédrus Művészeti Alapítvány–Napkút, Bp., 2010 (Értekezők – etűdök)
- Kölcsey Hymnus-a és a magyar nemzeti himnusz; in: Magyar Egyházzene, 2010/2011, 63-70.
- Ianus Pannonius: De laudibus Renati Siciliae regis libri tres / Janus Pannonius: Renatusnak, Szicília királyának dicséretéről szóló három könyv; ford. Kerényi Grácia, Szentmártoni Szabó Géza [a II. könyv 111. sorától végig], bev. Jankovits László; in: Jelenkor, 2010/febr., melléklet, 1-54.
- Du péril de Parthénope: la découverte de la version intégrale du panégyrique de René d’Anjou par Janus Pannonius; in: René d’Anjou (1409–1480) Pouvoirs et gouvernement; szerk. Jean-Michel Matz, Noël-Yves Tonnerre; Presses universitaires, Rennes, 2011, 287-312.
- L'elegia Feronia di Janus Pannonius composta 555 anni fa. Nell'ambito dell'Anno Culturale Ungheria – Italia 2013 cerimonia di inaugurazione lapide commemorativa presso la fonte di Feronia di Narni. Narni, 16 novembre 2013 (Janus Pannonius 555 esztendeje szerzett Feronia elégiája); szerk. Szentmártoni Szabó Géza; Balassi, Bp., 2013
- Vitézek, hol lehet? Balassi katonaénekének lengyel forrása Archiválva 2016. július 7-i dátummal a Wayback Machine-ben; in: Agria, 2014/1., 133-143.
- Mátyás király egykori lovas képe Rómában, a Campo de’ Fiori sarkán; in: Jelenkor, 2014/5., 583-590.

## MTMT publikációs lista
Bibliográfiája a Magyar Tudományos Művek Tárában

## Díjai, kitüntetései
- Magyar Köztársasági Ezüst Érdemkereszt (1995)
- Klaniczay-díj (2010)
- A Magyar Érdemrend lovagkeresztje polgári tagozat (2015)
- Napút-díj (2018)